# ブランディ・タロア
ブランディ・タロア（Brandy Talore、 1982年2月2日 - ）は、アメリカ合衆国のポルノ女優。オハイオ州トレド出身。

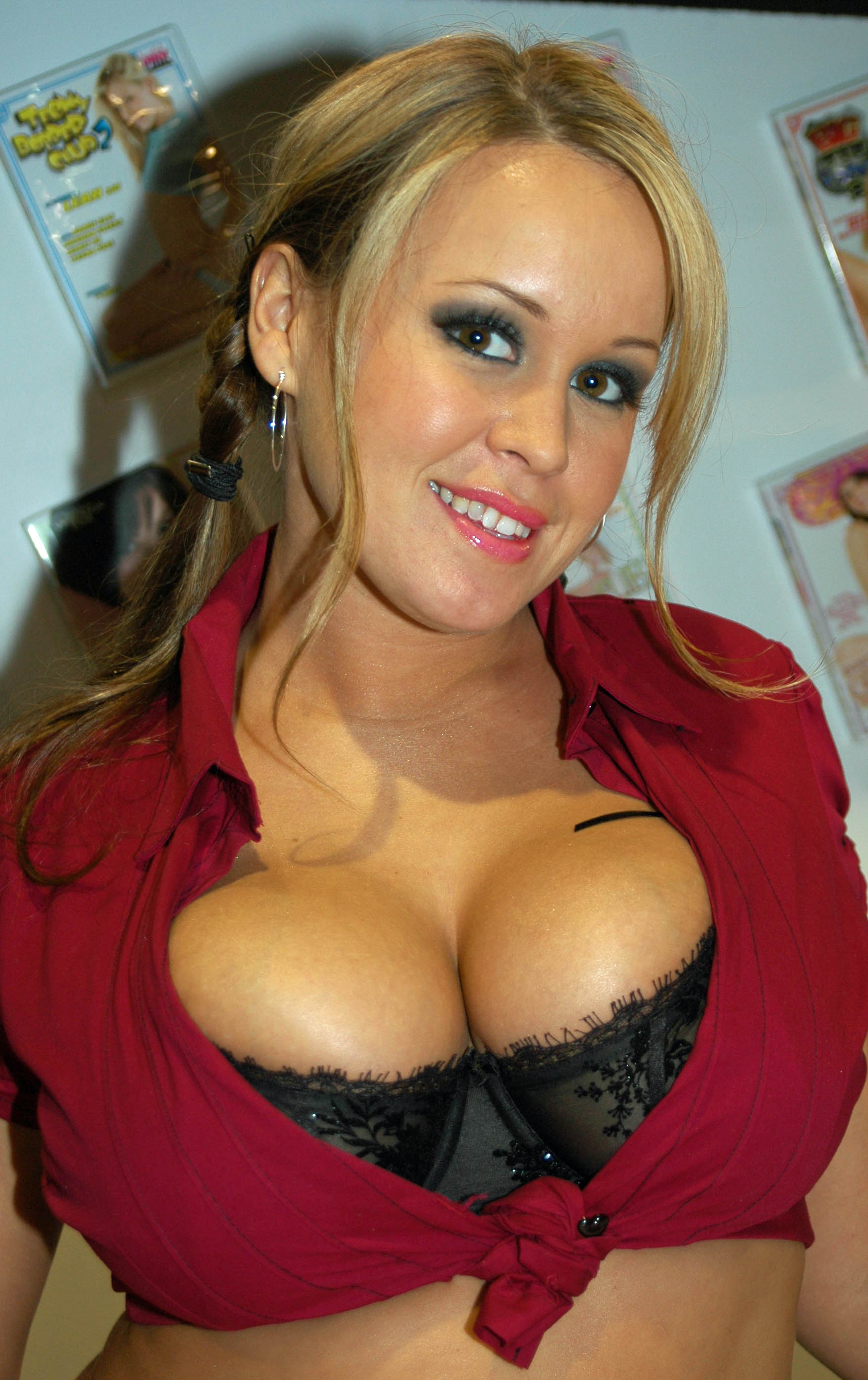
ブランディ・タロア